# Мишуги
Мишуги — деревня в Удомельском городском округе Тверской области.

## География
Деревня находится в северной части Тверской области на расстоянии приблизительно 23 км на север-северо-запад по прямой от железнодорожного вокзала города Удомля.

## История
Деревня известна с 1478 года, когда здесь было 2 двора. В 1859 году принадлежала Елисавете Дмитриевне Сназиной-Тормасовой. Здесь было учтено дворов (хозяйств) 13 (1859 год), 28 (1886), 34 (1911), 43 (1958), 20 (1986), 18 (1999). В советский период истории здесь действовали колхозы «Вперед», им. Жданова, «Россия» и «Бережок». Церковь в старинные времена стояла на западном берегу озера. До 2015 года входила в состав Котлованского сельского поселения до упразднения последнего. С 2015 года в составе Удомельского городского округа.

## Население
Численность населения: 97 человек (1859 год), 141 (1886), 156 (1911), 105 (1958), 31 (1986), 41 (1999), 31 (русские 100 %) в 2002 году, 23 в 2010.